# Puru Raaj Kumar
Puru Raaj Kumar (Bombay, 30 maart 1970) is een voormalig Indiaas acteur die binnen de Hindi filmindustrie actief was.

## Biografie
Kumar, die de zoon is van legendarische acteur Raaj Kumar, maakte zijn acteerdebuut met Bal Bramhachari (1996). Vier jaar later was hij in een negatieve rol te zien in Hamara Dil Aapke Paas Hai (2000). Na verschillende flops wist Kumar geen sterke plek binnen Bollywood te veroveren. Action Jackson (2014) was de laatste film waarin hij te zien was in de rol van politieagent Shirke.
Kumar huwde Kroatisch model Koraljika Grdak op 14 oktober 2011 in Zagreb.

## Filmografie
| Jaar | Film                      | Rol                                 |
| ---- | ------------------------- | ----------------------------------- |
| 1996 | Bal Bramhachari           | Mahavir Singh                       |
| 2000 | Hamara Dil Aapke Paas Hai | Babloo Choudhry                     |
| 2000 | Mission Kashmir           | Malik Ul Khan                       |
| 2001 | Khatron Ke Khiladi        | Ranjha                              |
| 2001 | Uljhan                    | Varun                               |
| 2001 | Arjun Devaa               | Devaa                               |
| 2002 | Bharat Bhagya Vidhata     | majoor Abdul Hamid                  |
| 2002 | Vadh                      | Aryan                               |
| 2002 | Inth Ka Jawab Patthar     | Devendra                            |
| 2003 | LOC Kargil                | Bhim Bahadur Dewan                  |
| 2004 | Jaago                     | Elias Ansari                        |
| 2006 | Umrao Jaan                | Gauhar Mirza                        |
| 2007 | Dosh                      | Vishant V. Chopra/ Vishant V. Mehta |
| 2010 | Veer                      | Kunwar Gajendra Singh               |
| 2014 | Action Jackson            | agent Shirke                        |